# Ihla v Ostrve
Ihla v Ostrve (polsky Igła w Osterwie, německy Elisenturm, maďarsky Erzsike-torony) je strmá skalní jehla v nejvyšší části západních srázů Ostrvy, ve skalním žebru, které vyrůstá zpod štítového bloku Zadné Ostrvy ve Vysokých Tatrách. Od Ostrvy je oddělena Vyšným sedielkom pod Ostrvou.

## Název
Pojmenována byla podle polohy a tvaru. Německý a maďarský název je podle neznámé Alžběty, možná partnerky nebo manželky některého z prvních horolezců, kteří na ni vystoupili. 

## Prvovýstup
- Nejsnazší cestou z Vyšného sedýlka pod Ostrvou Ernest Dubke a Johann Franz st. 7. července 1904
- Západní stěnou N. Vondráčková-Zajíčková, S. Zajíček a J. Zárybnický 24. července 1961
- Severovýchodní stěnou Karel Bocek a František Ždiarsky v srpnu 1948 [3]
- V zimě: Oskar E. Meyer s manželkou 30. března 1913